# Michael Carrick
Michael Carrick (Wallsend, 28 luglio 1981) è un allenatore di calcio ed ex calciatore inglese, di ruolo centrocampista.
Calcisticamente cresciuto nel settore giovanile del West Ham, ha esordito con gli Hammers nel 1998 ed è stato successivamente ceduto in prestito allo Swindon Town e al Birmingham City. Nel 2004 si è trasferito al Tottenham Hotspur, mentre due anni più tardi è stato acquistato dal Manchester United; con i Red Devils si è presto affermato come uomo-chiave di Sir Alex Ferguson e ha vinto diciotto trofei, tra i quali una Champions League nel 2008.
Ha rappresentato la nazionale inglese dal 2000 al 2015, collezionando trentaquattro presenze e partecipando al campionato mondiale del 2006.

## Biografia
Nasce da Vince e Lynn Carrick a Wallsend, Tyne and Wear, iniziando a giocare a calcio all'età di cinque anni. Tifoso del Newcastle Utd da giovane, gioca a calcio a 5 con i Wallsend Boys Club i sabato sera, grazie a suo padre che lavorava come volontario nel club. In seguito, all'età di dodici anni, viene selezionato per le squadre calcistiche della Calder High School e della North Tyneside Schools. Il 4 febbraio del 1995, a soli 13 anni, compare nel programma per bambini della BBC Live & Kicking. Durante i suoi anni scolastici, e nei suoi primi anni al West Ham, gioca come centravanti e solo in seguito gioca più frequentemente a centrocampo. Studia alla Wallsend's Western Middle School e alla Burnside Community High School, completando i suoi esami di istruzione secondaria nel 1997.
Ha un fratello, Graeme, di quattro anni più giovane. Gioca con il fratello al West Ham fino a quando quest'ultimo, a causa dei troppi infortuni subiti, lascia il calcio giocato e diviene allenatore della FA e giocatore-allenatore nel Team Northumbria, dopo aver inizialmente lavorato nelle giovanili del Newcastle allenando gli under-10 e gli under-16. Carrick sposa Lisa Roughead a Leicestershire il 16 giugno 2007. I due, che si conoscevano dai tempi della scuola, hanno una figlia, Louise, e un figlio, Jacey.

## Caratteristiche
Inizialmente impiegato come mediano davanti alla difesa, al Manchester United ha messo in mostra la sua grande abilità nei passaggi e nei cross.

## Carriera

### Calciatore
Club

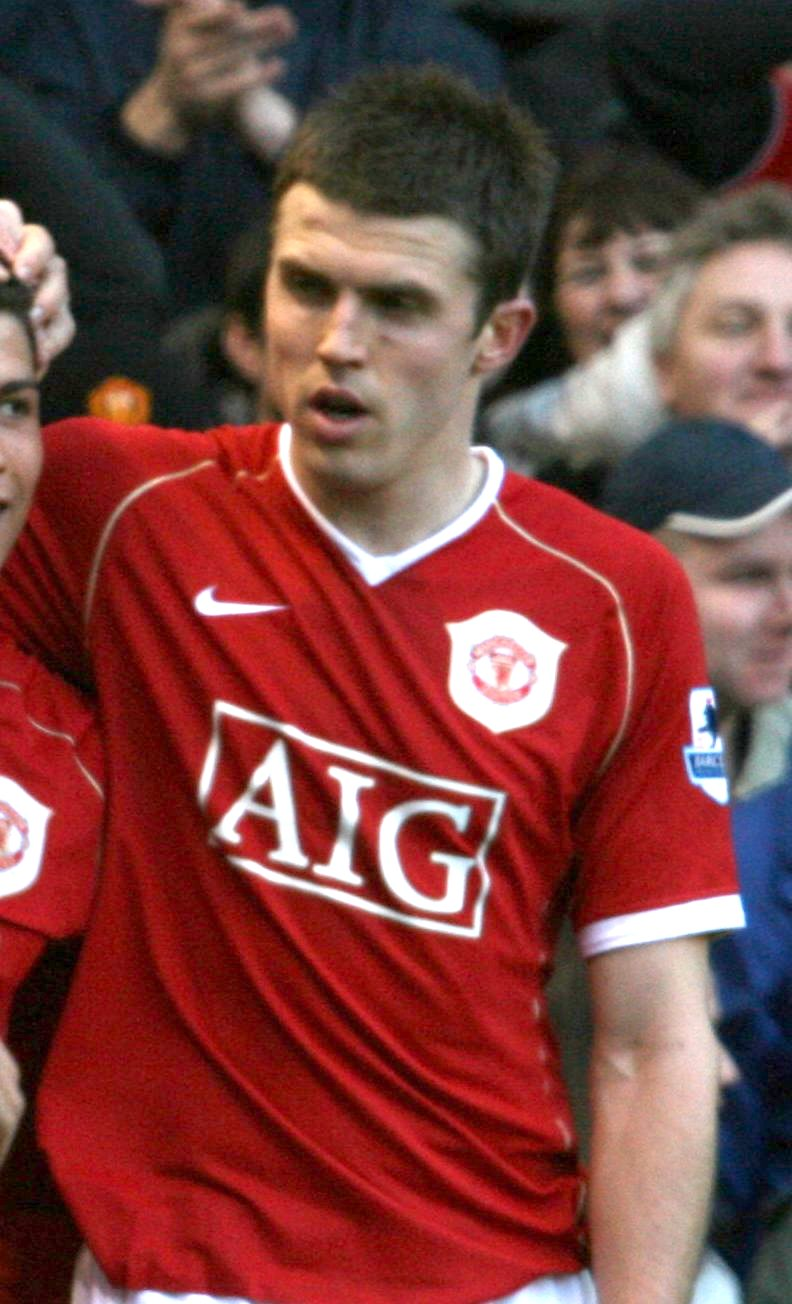
Carrick con la maglia del Manchester United nel 2006

Carrick fa parte delle giovanili del West Ham che vincono la FA Youth Cup nella stagione 1998-1999. Segna due reti nel 9-0 complessivo della doppia finale vinta ai danni del Coventry City. Secondo Harry Redknapp, all'epoca suo allenatore, la difficoltà iniziale nella carriera di Carrick è stata per lo più per la condizione fisica, dovendo saltare quasi due stagioni a causa dei troppi infortuni. Esordisce il 24 luglio del 1999 contro il Jokerit (1-1), sfida valida per la Coppa Intertoto. Il 28 agosto seguente debutta anche in campionato, sostituendo Rio Ferdinand in un 3-0 contro il Bradford City. Nel novembre del 1999, è ceduto in prestito per un mese allo Swindon Town e fa la sua prima presenze con la nuova maglia giocando contro il Norwich City (0-0). Il 23 novembre sigla il suo primo gol da professionista contro il Charlton Athletic, sfida persa 2-1. Il 4 dicembre successivo realizza il suo secondo e ultimo gol con lo Swindon Town, andando a segno contro il Wallsall (1-1). Nonostante ciò, durante il suo periodo allo Swindon Town, la squadra non riesce a vincere nessuno dei sei incontri giocati da Carrick. Nel febbraio del 2000, è nuovamente ceduto in prestito per un mese, questa volta al Birmingham City, dove gioca un paio di partite prima di fare ritorno a Londra. Rincasato al West Ham, il centrocampista firma la sua prima rete con gli Hammers il 22 aprile seguente contro il Coventry City (5-0). A fine stagione è votato giovane calciatore dell'anno del West Ham.
Carrick s'impone come titolare nel centrocampo del West Ham durante la stagione 2000-2001, alla fine della quale conta 41 partite in tutte le competizione e 33 nel solo campionato. La sua unica marcatura stagionale è siglata contro l'Aston Villa (1-1), sfida datata 9 dicembre 2000. Il 20 aprile 2001 è candidato al premio giovane calciatore dell'anno della PFA assieme al compagno Joe Cole, ma il 29 aprile seguente il premio è assegnato al centrocampista del Liverpool Steven Gerrard. Per il secondo anno consecutivo è votato giovane calciatore dell'anno del West Ham. La stagione 2001-2002 vede Carrick collezionare 32 presenze e 2 reti, la prima delle quali realizzata in una sconfitta per 7-1 subita ai danni del Blackburn. Verso la fine della stagione subisce una ricaduta da un precedente infortunio all'inguine, vedendosi costretto a saltare il campionato europeo Under-21 del 2002 con la nazionale inglese.
Nella stagione 2002-2003 gioca 34 incontri in tutte le competizioni, con il West Ham che retrocede in seconda divisione. A differenza dei compagni Joe Cole, Frédéric Kanouté e Jermaine Defoe, decide di restare nel club al suo primo anno in First Division. Durante la stagione 2003-2004 la squadra raggiunge il quarto posto, accedendo ai play-off, dov'è sconfitto di misura dal Crystal Palace (1-0). Alla fine della stagione il giocatore è incluso nella squadra dell'annata della First Division della PFA.
Dopo una sola stagione in seconda divisione, decide di tornare a giocare in Premier League e il 20 agosto firma per il Tottenham, che lo preleva per 3,5 milioni di sterline. Gioca qualche incontro con la squadra riserve, prima di subire un infortunio il 14 settembre. L'esordio in prima squadra arriva il 18 ottobre successivo, in una sconfitta per 1-0 contro il Portsmouth.
Nonostante la buona condizione di Carrick, Jacques Santini lo schiera in campo raramente: in effetti si diceva che il mediano fosse stato comprato per volontà del direttore sportivo Frank Arnesen e non per quella di Santini. Con l'esonero di Santini e l'arrivo di Martin Jol, Carrick ritrova un posto da titolare nel centrocampo della squadra. Termina la stagione 2004-2005 con 29 presenze in campionato.
Il 3 dicembre 2005 segna il suo primo gol con gli Spurs, nella partita vinta per 3-2 contro il Sunderland. Il 22 aprile 2006 risulta tra i migliori in campo del derby di Londra contro l'Arsenal (1-1). Il 7 maggio seguente, assieme ad altri nove compagni di squadra, è dato malato alla vigilia dell'ultima partita stagionale contro il West Ham Utd per intossicazione alimentare, dopo aver mangiato nel ristorante dell'hotel dove la squadra alloggiava. Riesce a giocare la sfida contro il West Ham, sua ex squadra, ma gioca solo 63' nella sconfitta per 2-1. A fine stagione è il calciatore che ha più cross e più passaggi tra i giocatori del Tottenham e, assieme a Mido, quello che ha fatto più assist.
Definito il migliore centrocampista degli Spurs da Jol, il 31 luglio 2006 viene ceduto a titolo definitivo al Manchester Utd. Nonostante il Tottenham non avesse voluto pubblicare la cifra dell'accordo, il capo esecutivo dei Red Devils rivela che la trattativa si è conclusa per 14 milioni di sterline, in potenziale aumento fino a 18,6 milioni, che farebbero di Carrick il sesto acquisto più oneroso nella storia dei diavoli rossi. Sceglie la maglia numero 16, ereditandola da Roy Keane.
Durante le amichevoli precampionato s'infortuna. Esordisce il 23 agosto 2006, in una vittoria interna contro il Charlton Athletic (3-0). Verso la fine di dicembre, perde due partite a causa di lieve infortunio. Ritornato in campo il 30 dicembre 2006 contro il Reading (3-2), il 13 gennaio successivo sigla una rete nel successo interno contro l'Aston Villa (3-1). Un mese più tardi segna il suo primo gol in FA Cup, contro il Reading (1-1). Il 10 aprile 2007 realizza anche la sua prima marcatura in UEFA Champions League, firmando una doppietta nel 7-1 inferto alla Roma, sfida valida per il ritorno dei quarti di finale. In seguito i Red Devils escono dalla competizione ai danni del Milan (5-3), futuro vincitore del torneo. Alla sua prima stagione a Manchester, vince il titolo inglese.
Con gli arrivi di Owen Hargreaves e Anderson all'inizio della stagione successiva, Carrick capisce che il suo ruolo Manchester è a rischio. Nell'ottobre 2007 s'infortuna durante una vittoria per 1-0 contro la Roma, sfida valida per la fase a gironi della Champions, restando fuori dai terreni di gioco per almeno sei settimane. Torna in campo il 3 novembre seguente, sostituendo Anderson contro l'Arsenal (2-2). Decide il derby di Manchester del 10 febbraio 2008, realizzando il 2-1 che dà la vittoria ai Red Devils nei minuti di recupero del secondo tempo. Alla sua seconda stagione, vince un altro titolo inglese. Partecipa alla sua prima finale di Champions il 21 maggio seguente a Mosca, vincendo la partita contro il Chelsea ai calci di rigore.
Al debutto nella nuova stagione, Carrick esce dopo 25' a causa di infortunio alla caviglia patito durante la sfida contro il Newcastle Utd (1-1). L'infortunio gli fa saltare la Supercoppa UEFA 2008 contro lo Zenit San Pietroburgo. Ritorna in campo il 13 settembre 2008, contro il Liverpool, partita persa 2-1, durante la quale subisce un altro infortunio. Pochi giorni dopo, si rileva una frattura dell'osso riportata nello scontro con Yossi Benayoun che lo tiene lontano dai campi di gioco per almeno sei settimane. Ritornato a giocare, il 1 novembre sigla la sua prima marcatura stagionale in un 4-3 inflitto all'Hull City. A seguito di uno 0-0 rimediato contro l'Arsenal, il 18 maggio Carrick si laurea per la terza volta campione d'Inghilterra con i Red Devils. Il 27 maggio seguente, gioca la sua seconda finale di Champions League, persa 2-0 contro il Barcellona. In seguito, Carrick descrive la serata come la peggiore della sua carriera.
Il 30 settembre, firma il suo primo gol stagionale, contro il Wolfsburg in Champions League (2-1). A causa dell'infortunio di Gary Neville, Carrick è schierato come difensore centrale, riceve critiche positive da parte di Sir Alex Ferguson. Il 25 gennaio 2010, Carrick realizza il suo primo gol in League Cup contro il Manchester City. A fine stagione vince la sua prima Coppa di Lega, battendo l'Aston Villa in finale (2-1).
Nel precampionato, Carrick s'infortuna nuovamente, giocando la FA Community Shield 2010, vinta contro il Chelsea (3-1). Successivamente Ferguson dichiara che Carrick era in forma e pronto per giocare l'incontro. Il 3 marzo 2011, firma un triennale.
All'inizio della stagione 2011-2012, gioca la Community Shield contro il Chelsea: partito titolare, sul punteggio di 0-2 per i Blues, Ferguson decide di toglierlo per Tom Cleverley e la sfida è vinta dalla squadra mancuniana nella ripresa, riuscendo a ribaltare il punteggio fino al 3-2. Pochi giorni dopo subisce un infortunio durante l'amichevole contro i Paesi Bassi, venendo nuovamente sostituito da Cleverley. Raggiunge quota 500 incontri in tutte le competizioni il 16 febbraio 2012, durante la partita di UEFA Europa League contro l'Ajax (2-0).
A seguito di una crisi di infortuni nella difesa del club, Carrick è arretrato a difensore centrale, ruolo che ricopre per buona parte della stagione 2012-2013. A fine stagione è candidato al titolo di miglior calciatore dell'anno della PFA, titolo poi vinto da Gareth Bale. Carrick è comunque inserito nella squadra dell'anno della PFA, venendo anche eletto come calciatore dell'anno dei Red Devils.
Il 9 febbraio trova il primo e unico gol in stagione nella partita pareggiata 2-2 in casa contro il Fulham. Conclude la stagione con 40 presenze e 1 gol in totale.
Comincia la stagione 2014-2015 con un infortunio alla caviglia rimediato nella preparazione estiva che lo lascerà fuori dai campi fino a metà ottobre. Trova la prima presenza nel derby di Manchester vinto dai "cugini" del City per 1-0 subentrando a Januzaj alla fine del primo tempo e andando a ricoprire il ruolo di difensore centrale per sopperire all'espulsione per doppia ammonizione del compagno Smalling.
Il 12 luglio 2017, a seguito della partenza di Rooney,  viene nominato nuovo capitano dello United.
Nel novembre 2017 rivela di essere in procinto di iniziare dei trattamenti medici per alcuni problemi al cuore; torna poi nei ranghi della squadra come capitano. Il 13 maggio 2018 gioca la sua ultima partita contro il Watford (1-0). In totale in dodici stagioni con il Manchester United ha messo a referto 464 presenze e 24 gol.
Nazionale

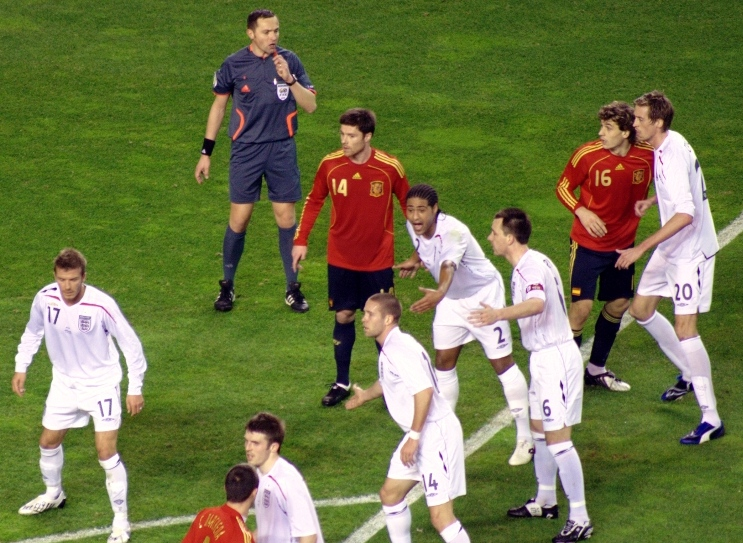
Carrick (in basso a sinistra) con la maglia dell'Inghilterra nel 2009

Sven-Göran Eriksson convoca Carrick nella nazionale inglese nel febbraio 2001, ma l'esordio del calciatore avviene tre mesi più tardi, sostituendo David Beckham nell'amichevole contro il Messico (4-0). Nel maggio del 2006 Eriksson lo inserisce tra i 23 convocati per il campionato mondiale di calcio 2006. Gioca un solo incontro nella rassegna di Germania 2006, agli ottavi di finale contro l'Ecuador (1-0). L'Inghilterra verrà eliminata ai quarti contro il Portogallo ai rigori.
Nel centrocampo dell'Inghilterra gli allenatori gli preferiscono Frank Lampard e Steven Gerrard. Mentre Carrick ha avuto fiducia da Eriksson e dal suo successore, Steve McClaren, con l'arrivo di Fabio Capello il mediano perde il suo posto da titolare, non venendo considerato dal CT italiano durante il suo primo anno sulla panchina della Nazionale dei Tre leoni. Nonostante ciò, Capello lo convoca per l'incontro con la Repubblica Ceca ma Carrick deve declinare a causa di un infortunio occorsogli durante una sfida di campionato contro il Newcastle. Ritorna in campo con l'Inghilterra nel novembre del 2008 per giocare contro la Germania: partito a fianco a Gareth Barry come interno di centrocampo, l'Inghilterra s'impone 2-1, premiando Carrick come uno dei migliori in campo.
Sebbene abbia giocato un solo incontro durante la fasi di qualificazione a Sudafrica 2010, è inserito da Capello nella lista dei 30 per il Mondiale, e poi in quella dei 23 definitivi. Non gioca alcun incontro del torneo. La Nazionale inglese è estromessa ai quarti dalla Germania (4-1).
Il 6 agosto 2010, Ferguson afferma che Carrick sarebbe rimasto fuori per le due settimane successive a casa di un infortunio. Nel maggio del 2012, il nuovo CT dell'Inghilterra, Roy Hodgson, lo esclude dai 23 convocati per il campionato europeo di calcio 2012. Il 15 agosto del 2012 gioca da capitano una partita amichevole contro l'Italia (2-1), raccogliendo la fascia da Lampard.
Durante le qualificazioni al Mondiale 2014, Carrick diviene uno dei titolari del centrocampo inglese assieme a Gerrard.

### Allenatore
Dopo aver concluso la sua carriera da calciatore, entra nello staff tecnico del settore giovanile del Manchester United.
Il 21 novembre 2021, in seguito all'esonero di Ole Gunnar Solskjær, viene nominato allenatore ad interim della prima squadra; debutta due giorni più tardi, nella partita di Champions League vinta per 2-0 sul campo del Villarreal, raggiungendo aritmeticamente il primo posto nel girone. In seguito all'arrivo in panchina di Ralf Rangnick, decide di lasciare completamente i Red Devils.
Il 24 ottobre 2022 viene ingaggiato dal Middlesbrough, in Football League Championship, sostituendo l'esonerato Chris Wilder; a fine campionato perde la semifinale dei play-off contro il Coventry City.

## Statistiche

### Presenze e reti nei club
| Stagione                 | Squadra                  | Campionato               | Campionato | Campionato | Coppa nazionale | Coppa nazionale | Coppa nazionale | Coppe continentali | Coppe continentali | Coppe continentali | Altre coppe | Altre coppe | Altre coppe | Totale | Totale |
| Stagione                 | Squadra                  | Comp                     | Pres       | Reti       | Comp            | Pres            | Reti            | Comp               | Pres               | Reti               | Comp        | Pres        | Reti        | Pres   | Reti   |
| ------------------------ | ------------------------ | ------------------------ | ---------- | ---------- | --------------- | --------------- | --------------- | ------------------ | ------------------ | ------------------ | ----------- | ----------- | ----------- | ------ | ------ |
| 1998-gen. 1999           | West Ham                 | PL                       | 8          | 1          | FACup+CdL       | 0+0             | 0+0             | INT                | 1                  | 0                  | -           | -           | -           | 9      | 1      |
| gen.-giu. 1999           | Swindon Town             | FD                       | 6          | 2          | FACup+CdL       | 0+0             | 0+0             | -                  | -                  | -                  | -           | -           | -           | 6      | 2      |
| 1999-2000                | Birmingham City          | FD                       | 2          | 0          | FACup+CdL       | 0+0             | 0+0             | -                  | -                  | -                  | -           | -           | -           | 2      | 0      |
| 2000-2001                | West Ham                 | PL                       | 33         | 1          | FACup+CdL       | 4+4             | 0+0             | -                  | -                  | -                  | -           | -           | -           | 41     | 1      |
| 2001-2002                | West Ham                 | PL                       | 30         | 2          | FACup+CdL       | 1+1             | 0+0             | -                  | -                  | -                  | -           | -           | -           | 32     | 2      |
| 2002-2003                | West Ham                 | PL                       | 30         | 1          | FACup+CdL       | 2+2             | 0+0             | -                  | -                  | -                  | -           | -           | -           | 34     | 1      |
| 2003-2004                | West Ham                 | FD                       | 35         | 1          | FACup+CdL       | 4+1             | 0+0             | -                  | -                  | -                  | PO          | 3           | 0           | 43     | 1      |
| Totale West Ham          | Totale West Ham          | Totale West Ham          | 136        | 6          |                 | 19              | 0               |                    | 1                  | 0                  |             | 3           | 0           | 159    | 6      |
| 2004-2005                | Tottenham Hotspur        | PL                       | 29         | 0          | FACup+CdL       | 6+3             | 0+0             | -                  | -                  | -                  | -           | -           | -           | 38     | 0      |
| 2005-2006                | Tottenham Hotspur        | PL                       | 35         | 2          | FACup+CdL       | 1+1             | 0+0             | -                  | -                  | -                  | -           | -           | -           | 37     | 2      |
| Totale Tottenham Hotspur | Totale Tottenham Hotspur | Totale Tottenham Hotspur | 64         | 2          |                 | 11              | 0               |                    | 0                  | 0                  |             | 0           | 0           | 75     | 2      |
| 2006-2007                | Manchester United        | PL                       | 33         | 3          | FACup+CdL       | 7+0             | 1+0             | UCL                | 12                 | 2                  | -           | -           | -           | 52     | 6      |
| 2007-2008                | Manchester United        | PL                       | 31         | 2          | FACup+CdL       | 4+1             | 0+0             | UCL                | 12                 | 0                  | CS          | 1           | 0           | 49     | 2      |
| 2008-2009                | Manchester United        | PL                       | 28         | 4          | FACup+CdL       | 3+1             | 0+0             | UCL                | 9                  | 0                  | CS+SU+CmC   | 1+0+1       | 0+0+0       | 43     | 4      |
| 2009-2010                | Manchester United        | PL                       | 30         | 3          | FACup+CdL       | 0+5             | 0+1             | UCL                | 8                  | 1                  | CS          | 1           | 0           | 44     | 5      |
| 2010-2011                | Manchester United        | PL                       | 28         | 0          | FACup+CdL       | 3+1             | 0+0             | UCL                | 11                 | 0                  | CS          | 1           | 0           | 44     | 0      |
| 2011-2012                | Manchester United        | PL                       | 30         | 2          | FACup+CdL       | 2+1             | 0+0             | UCL+UEL            | 4+3                | 0+0                | CS          | 1           | 0           | 41     | 2      |
| 2012-2013                | Manchester United        | PL                       | 36         | 1          | FACup+CdL       | 5+0             | 0+0             | UCL                | 5                  | 1                  | -           | -           | -           | 46     | 2      |
| 2013-2014                | Manchester United        | PL                       | 29         | 1          | FACup+CdL       | 0+3             | 0+0             | UCL                | 7                  | 0                  | CS          | 1           | 0           | 40     | 1      |
| 2014-2015                | Manchester United        | PL                       | 18         | 1          | FACup+CdL       | 2+0             | 0+0             | UEL                | 0                  | 0                  | -           | -           | -           | 20     | 1      |
| 2015-2016                | Manchester United        | PL                       | 28         | 0          | FACup+CdL       | 5+1             | 0+0             | UCL+UEL            | 4+4                | 0+0                | -           | -           | -           | 42     | 0      |
| 2016-2017                | Manchester United        | PL                       | 23         | 0          | FACup+CdL       | 2+5             | 0+1             | UEL                | 7                  | 0                  | CS          | 1           | 0           | 38     | 1      |
| 2017-2018                | Manchester United        | PL                       | 2          | 0          | FACup+CdL       | 2+1             | 0+0             | UCL                | 0                  | 0                  | SU          | 0           | 0           | 5      | 0      |
| Totale Manchester United | Totale Manchester United | Totale Manchester United | 316        | 17         |                 | 54              | 3               |                    | 86                 | 4                  |             | 8           | 0           | 464    | 24     |
| Totale carriera          | Totale carriera          | Totale carriera          | 524        | 27         |                 | 84              | 3               |                    | 86                 | 4                  |             | 11          | 0           | 706    | 34     |

### Presenze e reti in nazionale
| Cronologia completa delle presenze e delle reti in nazionale ― Inghilterra | Cronologia completa delle presenze e delle reti in nazionale ― Inghilterra | Cronologia completa delle presenze e delle reti in nazionale ― Inghilterra | Cronologia completa delle presenze e delle reti in nazionale ― Inghilterra | Cronologia completa delle presenze e delle reti in nazionale ― Inghilterra | Cronologia completa delle presenze e delle reti in nazionale ― Inghilterra | Cronologia completa delle presenze e delle reti in nazionale ― Inghilterra | Cronologia completa delle presenze e delle reti in nazionale ― Inghilterra |
| Data                                                                       | Città                                                                      | In casa                                                                    | Risultato                                                                  | Ospiti                                                                     | Competizione                                                               | Reti                                                                       | Note                                                                       |
| -------------------------------------------------------------------------- | -------------------------------------------------------------------------- | -------------------------------------------------------------------------- | -------------------------------------------------------------------------- | -------------------------------------------------------------------------- | -------------------------------------------------------------------------- | -------------------------------------------------------------------------- | -------------------------------------------------------------------------- |
| 25-5-2000                                                                  | Derby                                                                      | Inghilterra                                                                | 4 – 0                                                                      | Messico                                                                    | Amichevole                                                                 | -                                                                          | 46’                                                                        |
| 15-8-2001                                                                  | Londra                                                                     | Inghilterra                                                                | 0 – 2                                                                      | Paesi Bassi                                                                | Amichevole                                                                 | -                                                                          | 46’                                                                        |
| 28-5-2005                                                                  | East Rutherford                                                            | Stati Uniti                                                                | 1 – 2                                                                      | Inghilterra                                                                | Amichevole                                                                 | -                                                                          |                                                                            |
| 31-5-2005                                                                  | East Rutherford                                                            | Inghilterra                                                                | 3 – 2                                                                      | Colombia                                                                   | Amichevole                                                                 | -                                                                          |                                                                            |
| 1-3-2006                                                                   | Liverpool                                                                  | Inghilterra                                                                | 2 – 1                                                                      | Uruguay                                                                    | Amichevole                                                                 | -                                                                          |                                                                            |
| 3-6-2006                                                                   | Manchester                                                                 | Inghilterra                                                                | 6 – 0                                                                      | Giamaica                                                                   | Amichevole                                                                 | -                                                                          | 68’                                                                        |
| 25-6-2006                                                                  | Stoccarda                                                                  | Inghilterra                                                                | 1 – 0                                                                      | Ecuador                                                                    | Mondiali 2006 - Ottavi di finale                                           | -                                                                          |                                                                            |
| 6-9-2006                                                                   | Skopje                                                                     | Macedonia                                                                  | 0 – 1                                                                      | Inghilterra                                                                | Qual. Euro 2008                                                            | -                                                                          | 84’                                                                        |
| 7-10-2006                                                                  | Manchester                                                                 | Inghilterra                                                                | 0 – 0                                                                      | Macedonia                                                                  | Qual. Euro 2008                                                            | -                                                                          |                                                                            |
| 11-10-2006                                                                 | Zagabria                                                                   | Croazia                                                                    | 2 – 0                                                                      | Inghilterra                                                                | Qual. Euro 2008                                                            | -                                                                          |                                                                            |
| 15-11-2006                                                                 | Amsterdam                                                                  | Paesi Bassi                                                                | 1 – 1                                                                      | Inghilterra                                                                | Amichevole                                                                 | -                                                                          |                                                                            |
| 7-2-2007                                                                   | Manchester                                                                 | Inghilterra                                                                | 0 – 1                                                                      | Spagna                                                                     | Amichevole                                                                 | -                                                                          |                                                                            |
| 1-6-2007                                                                   | Londra                                                                     | Inghilterra                                                                | 1 – 1                                                                      | Brasile                                                                    | Amichevole                                                                 | -                                                                          | 88’                                                                        |
| 22-8-2007                                                                  | Londra                                                                     | Inghilterra                                                                | 1 – 2                                                                      | Germania                                                                   | Amichevole                                                                 | -                                                                          | 55’                                                                        |
| 19-11-2008                                                                 | Berlino                                                                    | Germania                                                                   | 1 – 2                                                                      | Inghilterra                                                                | Amichevole                                                                 | -                                                                          |                                                                            |
| 11-2-2009                                                                  | Siviglia                                                                   | Spagna                                                                     | 2 – 0                                                                      | Inghilterra                                                                | Amichevole                                                                 | -                                                                          |                                                                            |
| 28-3-2009                                                                  | Londra                                                                     | Inghilterra                                                                | 4 – 0                                                                      | Slovacchia                                                                 | Qual. Mondiali 2010                                                        | -                                                                          | 74’                                                                        |
| 12-8-2009                                                                  | Amsterdam                                                                  | Paesi Bassi                                                                | 2 – 2                                                                      | Inghilterra                                                                | Amichevole                                                                 | -                                                                          | 48’                                                                        |
| 5-9-2009                                                                   | Londra                                                                     | Inghilterra                                                                | 2 – 1                                                                      | Slovenia                                                                   | Amichevole                                                                 | -                                                                          | 46’                                                                        |
| 10-10-2009                                                                 | Dnipropetrovs'k                                                            | Ucraina                                                                    | 1 – 0                                                                      | Inghilterra                                                                | Qual. Mondiali 2010                                                        | -                                                                          |                                                                            |
| 3-3-2010                                                                   | Londra                                                                     | Inghilterra                                                                | 3 – 1                                                                      | Egitto                                                                     | Amichevole                                                                 | -                                                                          | 46’                                                                        |
| 24-5-2010                                                                  | Londra                                                                     | Inghilterra                                                                | 3 – 1                                                                      | Messico                                                                    | Amichevole                                                                 | -                                                                          | 61’                                                                        |
| 15-8-2012                                                                  | Berna                                                                      | Italia                                                                     | 1 – 2                                                                      | Inghilterra                                                                | Amichevole                                                                 | -                                                                          |                                                                            |
| 7-9-2012                                                                   | Chișinău                                                                   | Moldavia                                                                   | 0 – 5                                                                      | Inghilterra                                                                | Qual. Mondiali 2014                                                        | -                                                                          | 46’                                                                        |
| 12-10-2012                                                                 | Londra                                                                     | Inghilterra                                                                | 5 – 0                                                                      | San Marino                                                                 | Qual. Mondiali 2014                                                        | -                                                                          | 66’                                                                        |
| 17-10-2012                                                                 | Varsavia                                                                   | Polonia                                                                    | 1 – 1                                                                      | Inghilterra                                                                | Qual. Mondiali 2014                                                        | -                                                                          |                                                                            |
| 26-3-2013                                                                  | Podgorica                                                                  | Montenegro                                                                 | 1 – 1                                                                      | Inghilterra                                                                | Qual. Mondiali 2014                                                        | -                                                                          |                                                                            |
| 29-5-2013                                                                  | Londra                                                                     | Inghilterra                                                                | 1 – 1                                                                      | Irlanda                                                                    | Amichevole                                                                 | -                                                                          |                                                                            |
| 2-6-2013                                                                   | Rio de Janeiro                                                             | Brasile                                                                    | 2 – 2                                                                      | Inghilterra                                                                | Amichevole                                                                 | -                                                                          |                                                                            |
| 11-10-2013                                                                 | Londra                                                                     | Inghilterra                                                                | 4 – 1                                                                      | Montenegro                                                                 | Qual. Mondiali 2014                                                        | -                                                                          | 65’                                                                        |
| 15-10-2013                                                                 | Londra                                                                     | Inghilterra                                                                | 2 – 0                                                                      | Polonia                                                                    | Qual. Mondiali 2014                                                        | -                                                                          | 71’                                                                        |
| 27-3-2015                                                                  | Londra                                                                     | Inghilterra                                                                | 4 – 0                                                                      | Lituania                                                                   | Qual. Euro 2016                                                            | -                                                                          |                                                                            |
| 31-3-2015                                                                  | Torino                                                                     | Italia                                                                     | 1 – 1                                                                      | Inghilterra                                                                | Amichevole                                                                 | -                                                                          | 44’                                                                        |
| 13-11-2015                                                                 | Alicante                                                                   | Spagna                                                                     | 2 – 0                                                                      | Inghilterra                                                                | Amichevole                                                                 | -                                                                          | 90+1’                                                                      |
| Totale                                                                     |                                                                            | Presenze                                                                   | 34                                                                         |                                                                            | Reti                                                                       | 0                                                                          |                                                                            |

### Statistiche da allenatore
Statistiche aggiornate al 6 aprile 2025.
| Stagione             | Squadra              | Campionato           | Campionato | Campionato | Campionato | Campionato | Coppe nazionali | Coppe nazionali | Coppe nazionali | Coppe nazionali | Coppe nazionali | Coppe continentali | Coppe continentali | Coppe continentali | Coppe continentali | Coppe continentali | Altre coppe | Altre coppe | Altre coppe | Altre coppe | Altre coppe | Totale | Totale | Totale | Totale | % Vittorie | Piazzamento |
| Stagione             | Squadra              | Comp                 | G          | V          | N          | P          | Comp            | G               | V               | N               | P               | Comp               | G                  | V                  | N                  | P                  | Comp        | G           | V           | N           | P           | G      | V      | N      | P      | %          | Piazzamento |
| -------------------- | -------------------- | -------------------- | ---------- | ---------- | ---------- | ---------- | --------------- | --------------- | --------------- | --------------- | --------------- | ------------------ | ------------------ | ------------------ | ------------------ | ------------------ | ----------- | ----------- | ----------- | ----------- | ----------- | ------ | ------ | ------ | ------ | ---------- | ----------- |
| 2021-2022            | Manchester Utd       | PL                   | 2          | 1          | 1          | 0          | FACup+CdL       | -               | -               | -               | -               | UCL                | 1                  | 1                  | 0                  | 0                  | -           | -           | -           | -           | -           | 3      | 2      | 1      | 0      | 66,67      | interim     |
| 2022-2023            | Middlesbrough        | FLC                  | 30+2       | 18+0       | 4+1        | 8+1        | FACup+CdL       | 1+0             | 0               | 0               | 1               | -                  | -                  | -                  | -                  | -                  | -           | -           | -           | -           | -           | 33     | 18     | 5      | 10     | 54,55      | 4º          |
| 2023-2024            | Middlesbrough        | FLC                  | 46         | 20         | 9          | 17         | FACup+CdL       | 1+7             | 0+6             | 0+0             | 1+1             | -                  | -                  | -                  | -                  | -                  | -           | -           | -           | -           | -           | 54     | 26     | 9      | 19     | 48,15      | 8º          |
| 2024-2025            | Middlesbrough        | FLC                  | 43         | 18         | 9          | 16         | FACup+CdL       | 1+2             | 0+1             | 0+0             | 1+1             | -                  | -                  | -                  | -                  | -                  | -           | -           | -           | -           | -           | 46     | 19     | 9      | 18     | 41,30      |             |
| Totale Middlesbrough | Totale Middlesbrough | Totale Middlesbrough | 119+2      | 56+0       | 22+1       | 41+1       |                 | 12              | 7               | 0               | 5               |                    | -                  | -                  | -                  | -                  |             | -           | -           | -           | -           | 179    | 82     | 32     | 65     | 45,81      |             |
| Totale carriera      | Totale carriera      | Totale carriera      | 123        | 57         | 24         | 42         |                 | 12              | 7               | 0               | 5               |                    | 1                  | 1                  | 0                  | 0                  |             | -           | -           | -           | -           | 136    | 65     | 24     | 47     | 47,79      |             |

## Palmarès

### Giocatore

#### Competizioni nazionali
- Campionato inglese: 5

Manchester United: 2006-2007, 2007-2008, 2008-2009, 2010-2011, 2012-2013
- Community Shield: 6

Manchester United: 2007, 2008, 2010, 2011, 2013, 2016
- Coppa di Lega inglese: 3

Manchester United: 2008-2009, 2009-2010, 2016-2017
- Coppa d'Inghilterra: 1

Manchester United: 2015-2016

#### Competizioni internazionali
- UEFA Champions League: 1

Manchester United: 2007-2008
- Coppa del mondo per club: 1

Manchester United: 2008
- UEFA Europa League: 1

Manchester United: 2016-2017